# Marijina smrt (El Greco)
Marijina smrt je El Grecova slika s tempero in zlatom na tabli, ki jo je naredil okoli leta 1567 in jo hranijo v stolnici Marijinega vnebovzetja v Empoliju v Grčiji.

## Zgodovina in opis
El Greco je svojo sliko Marijina smrt naslikal ob koncu svojega kretskega obdobja, verjetno pred letom 1567. El Grecov podpis na podnožju osrednjega kandelabra je bil odkrit leta 1983. Odkritje Marijine smrti je pripeljalo do pripisa treh drugih podpisanih del »Doménicos« do El Greca (Modenski triptih, sv. Luka slika Devico z otrokom in Čaščenje treh kraljev) in nato do priznanja več del, podpisanih ali ne, kot verodostojnih (kot je Kristusov pasijon (Pietà z Angeli), naslikana leta 1566).
To odkritje je pomenilo pomemben napredek pri razumevanju El Grecovega oblikovanja in zgodnje kariere. Slika združuje postbizantinske in italijanske manieristične slogovne in ikonografske prvine. El Greco zdaj velja za umetnika s formalnim usposabljanjem na Kreti; serija del osvetljuje slog zgodnjega El Greca, nekatere je slikal, ko je bil še na Kreti, nekatera so iz njegovega obdobja v Benetkah in nekatera iz njegovega poznejšega bivanja v Rimu.
Ikona, ki ohranja svojo funkcijo predmeta čaščenja v cerkvi Marijinega vnebovzetja v Sirosu, je bila verjetno prinesena na otok med grško vojno za neodvisnost. Ikona se zelo ujema z ustaljenim vzorcem za to temo, ki je bil zelo pogost v pravoslavni cerkvi, v kateri je bil El Greco vzgojen in je bil pod vplivom. Kljub temu je izgubil nekaj elementov tradicionalne bizantinske strogosti in prevzel poteze renesančnih gravur.
Kompozicija Pogreba grofa Orgaza je bila tesno povezana z bizantinsko ikonografijo Marijine smrti. Primeri, ki so bili uporabljeni za podporo tega stališča, so tesno povezani z ikono Marijine smrti El Greca, ki je bila odkrita leta 1983 v istoimenski cerkvi v Sirosu. Marina Lambraki-Plaka meni, da takšna povezava obstaja. Robert Byron, po katerem je bil ikonografski tip Marijine smrti kompozicijski model za Pogreb grofa Orgaza, trdi, da je El Greco kot pravi bizantinski slikar vse življenje delal z repertoarjem sestavnih delov in motivov po svoji volji, odvisno od pripovedne in izrazne zahteve umetnosti.
To delo ob predstavitvi številnih klasičnih elementov, kot sta zlato ozadje in odsotnost perspektive, uvaja nekaj novosti, naklon figur in pojav Svetega Duha v obliki goloba.
Prizor prikazuje trenutek Marijine smrti in vzpon njene duše v nebesa, ki že v svojih zgodnjih delih združuje nebo in zemljo, kot je bilo običajno v njenem toledskem slikarstvu. Ta slika, odkrita leta 1983, predstavlja zanimiv mejnik v El Grecovi zgodovini, saj potrjuje njegovo izobrazbo slikarja ikon.